# 埃爾森湖 (奎克博恩)
53°42′57.004851″N 9°54′34.959183″E / 53.71583468083°N 9.90971088417°E

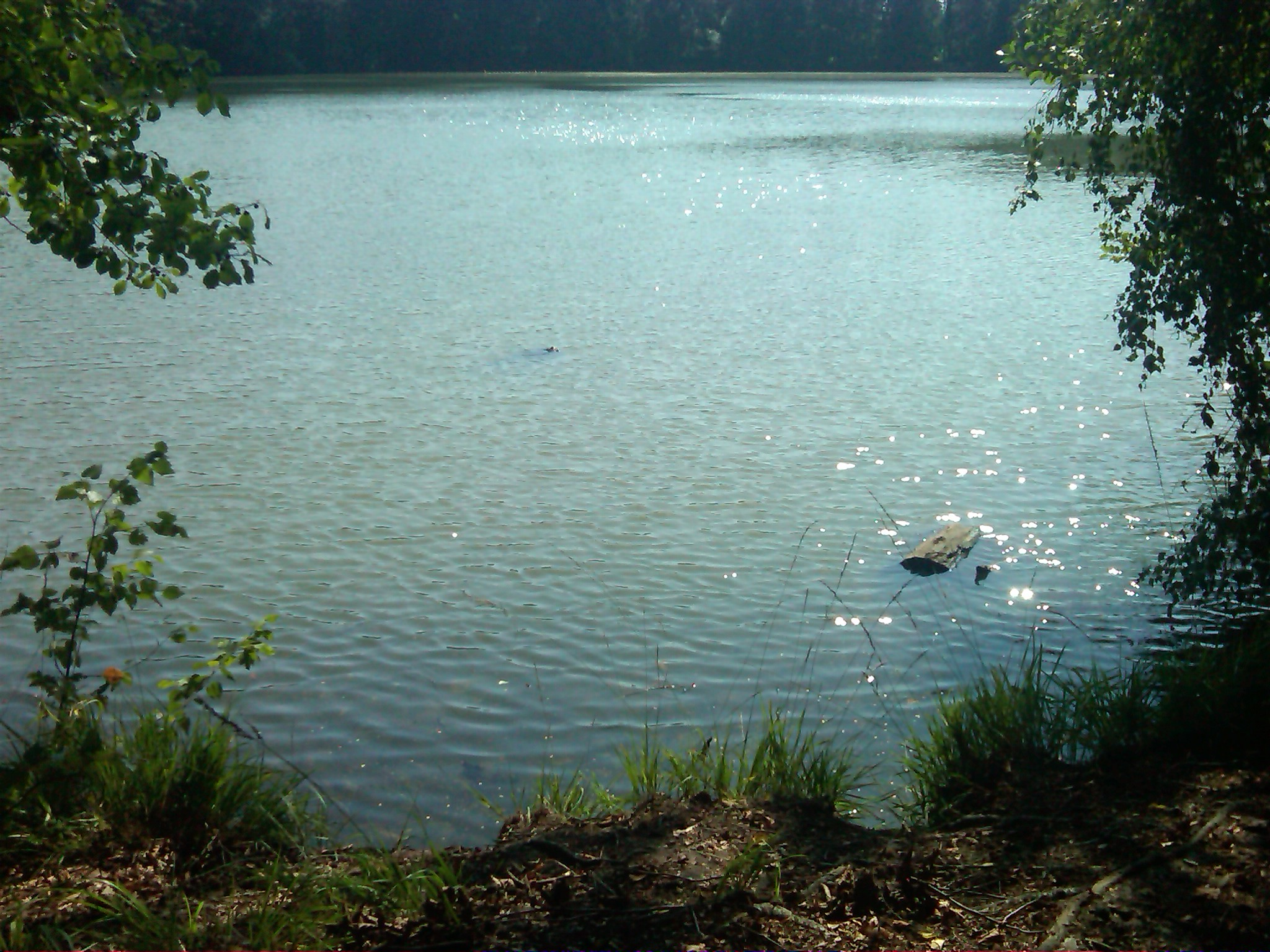

埃爾森湖（德語：Elsensee），是德國的湖泊，位於該國北部石勒蘇益格-荷爾斯泰因州，由平訥貝格縣負責管轄，處於奎克博恩以南，面積0.04平方公里，湖岸線長度0.7公里。